# مارلون فري
مارلون فري (بالألمانية: Marlon Frey) (24 مارس 1996 بدوسلدورف في ألمانيا - ) هو لاعب كرة قدم ألماني في مركز الوسط. لعب مع باير 04 ليفركوزن.

## وصلات خارجية
- مارلون فري على موقع قاعدة بيانات كرة القدم.إي يو (الإنجليزية)
- مارلون فري على موقع Soccerway.com (الإنجليزية)
- مارلون فري على موقع عالم كرة القدم.نت (الإنجليزية)
- مارلون فري على موقع AS.com (الإسبانية)